# Alfons Borginon
Alfons Borginon, né le 12 juillet 1966 à Lierre, est un homme politique belge flamand, membre de VLD, ancien membre et président de la Volksunie.
Il est licencié en droit et master of legal studies in comparative European and International Law - IUE - Firenze; ancien avocat.

## Carrière politique
- Président du Conseil de district de Berchem (ville d’Anvers).
- député belge :
  - du 21 mai 1995 au 18 mai 2003 (Volksunie);
  - du 5 juin 2003 au 2 mai 2007.

- Chevalier de l’Ordre de Léopold.